# Tire
Tire là một huyện thuộc tỉnh İzmir, Thổ Nhĩ Kỳ. Huyện có diện tích 891 km² và dân số thời điểm năm 2007 là 76327 người, mật độ 86 người/km².